# Aleksandra Jagieło
Aleksandra Katarzyna Jagieło z domu Przybysz (ur. 2 czerwca 1980 w Nisku) – polska siatkarka, grająca na pozycji przyjmującej, była reprezentantka Polski. W październiku 2021 została członkiem Zarządu PZPS ds. siatkówki żeńskiej.
Jest absolwentką Szkoły Mistrzostwa Sportowego w Sosnowcu. Po ukończeniu SMS-u zasiliła szeregi BKS-u Stali Bielsko-Biała, z którym sięgnęła po mistrzostwo i Puchar Polski. Następnie Jagieło wybrała włoskie Rebecchi Rivergaro Piacenza, w którym spędziła trzy lata. W latach 2007–2011 występowała w barwach Muszynianki Fakro Muszyna. W 2011 roku zrezygnowała z kariery reprezentacyjnej i zawiesiła karierę sportową. W maju 2012 powróciła do klubu z Muszyny. Od sezonu 2014/2015 występowała w Chemiku Police. W sezonie 2017/2018 była zawodniczką BKS-u PROFI CREDIT Bielsko-Biała. Po sezonie zakończyła karierę sportową.
W latach 2000–2010 rozegrała w reprezentacji 283 mecze. Grała w składzie reprezentacji, która dwukrotnie zdobyła złoty (w 2003 i 2005) oraz brązowy (2009) medal mistrzostw Europy.
W styczniu 2016 roku po kilku latach przerwy została powołana na turniej kwalifikacyjny do Igrzysk Olimpijskich 2016 r., który został rozegrany w Ankarze. Po przegranej zawodniczka definitywnie ogłosiła koniec kariery reprezentacyjnej.
W latach 2018–2020 była dyrektorem sportowym klubu BKS-u Stal Bielsko-Biała, zaś 7 marca 2020 roku w trakcie sezonu 2019/2020 została prezesem.

## Życie prywatne
W czerwcu 2008 siatkarka poślubiła Waldemara Jagieło. Mają dwie córki.

## Kariera klubowa
| Kariera juniorska | Kariera juniorska                 | Kariera juniorska | Kariera juniorska | Kariera juniorska | Kariera juniorska | Kariera juniorska | Kariera juniorska | Kariera juniorska | Kariera juniorska | Kariera juniorska |
| ----------------- | --------------------------------- | ----------------- | ----------------- | ----------------- | ----------------- | ----------------- | ----------------- | ----------------- | ----------------- | ----------------- |
| Lata              | Klub                              |                   |                   |                   |                   |                   |                   |                   |                   |                   |
| 1996–1999         | SMS PZPS Sosnowiec                |                   |                   |                   |                   |                   |                   |                   |                   |                   |
| Kariera seniorska |                                   |                   |                   |                   |                   |                   |                   |                   |                   |                   |
| Lata              | Klub                              |                   |                   |                   |                   |                   |                   |                   |                   |                   |
| 1999–2004         | BKS Stal Bielsko-Biała            |                   |                   |                   |                   |                   |                   |                   |                   |                   |
| 2004–2007         | Rebecchi Rivergaro Piacenza       |                   |                   |                   |                   |                   |                   |                   |                   |                   |
| 2007–2011         | MKS Muszynianka Fakro Muszyna     |                   |                   |                   |                   |                   |                   |                   |                   |                   |
| 2012–2014         | Polski Cukier Muszynianka Muszyna |                   |                   |                   |                   |                   |                   |                   |                   |                   |
| 2014–2017         | Chemik Police                     |                   |                   |                   |                   |                   |                   |                   |                   |                   |
| 2017–2018         | BKS Profi Credit Bielsko-Biała    |                   |                   |                   |                   |                   |                   |                   |                   |                   |

## Sukcesy klubowe
Mistrzostwo Polski:
- 2003, 2004, 2008, 2009, 2011, 2015, 2016, 2017
- 2010
- 2000, 2013

Puchar Polski:
- 2004, 2011, 2016, 2017

Superpuchar Polski:
- 2009, 2014, 2015

Puchar CEV:
- 2013

## Sukcesy reprezentacyjne
Mistrzostwa Europy Kadetek:
- 1997

Mistrzostwa Europy:
- 2003, 2005
- 2009

## Nagrody, wyróżnienia
- 2005: Złoty Krzyż Zasługi – 22 listopada[7]
- 2010: Siatkarka Roku 2009 w Plebiscycie Siatkarskie Plusy[8]
- 2014: Najlepsza zagrywająca turnieju finałowego Pucharu Polski